# Ocypodidae
Ocypodidae — родина крабів, яких інколи називають крабами-привидами. Інші роди, які раніше були включені в родину, нині розглядаються як члени окремих родин у надродині Ocypodoidea, наприклад, Ucididae, Dotillidae і Macrophthalmidae.
Ocypodidae включають в себе дві підродини з одним родом кожна:
- Родина Ocypodinae Rafinesque, 1815
  - Рід Краб-привид (Ocypode)
- Родина Ucinae Dana, 1851
  - Рід Uca